# Vytautas Žiūra
Vytautas Žiūra (* 11. Mai 1979 in Vilnius) ist ein aus Litauen stammender ehemaliger Handballspieler und Handballtrainer mit österreichischer Staatsbürgerschaft.

## Werdegang
Der 1,88 m große und 93 kg schwere Rückraumspieler stand in der Saison 2009/10 beim dänischen Verein Viborg HK unter Vertrag. Anschließend kehrte Žiūra zum österreichischen Verein Handballclub Fivers Margareten zurück, für die er vor seiner Station in Viborg aktiv war.
Mit dem Handballclub Fivers Margareten gewann er 2009, 2012, 2013, 2015, 2016 und 2017 den ÖHB-Cup sowie 2011, 2016 und 2018 die österreichische Meisterschaft. Des Weiteren spielte Žiūra bei den litauischen Vereinen Lūšis-Akademikas Kaunas und Granitas Kaunas, mit denen er insgesamt zwei Meisterschaften und drei Pokalerfolge feierte.
In Österreich wurde er bereits siebenmal (zuletzt 2016/17) zum „Spieler des Jahres“ gewählt. Seit der Saison 2020/21 ist er bei Union Leoben als Spielertrainer tätig. Nach der Saison 2021/22 beendete Žiūra seine Tätigkeit in Leoben.
Für die österreichische Nationalmannschaft erzielte er in 94 Länderspielen 200 Tore.
Er war mit der österreichische Handballspielerin Gorica Aćimović (* 1985) verheiratet.

## Sportliche Erfolge
- 7 × HLA „Handballer des Jahres“ (2004/05, 2007/08, 2012/13, 2013/14, 2014/15, 2015/16, 2016/17)
- 3 × Österreichischer Meister 2010/11, 2015/16, 2017/18
- 6 × Österreichischer Pokalsieger 2008/09, 2011/12, 2012/13, 2014/15, 2015/16, 2016/17

## HLA-Bilanz
| 2008/09   | Handballclub Fivers Margareten                                  | HLA                                                             | 20                                                              | 8/9                                                             | 12                                                              |                                                                 |                                                                 |                                                                 |                                                                 |                                                                 |
| 2010/11   | Handballclub Fivers Margareten                                  | HLA                                                             | 28                                                              | 5/7                                                             | 23                                                              |                                                                 |                                                                 |                                                                 |                                                                 |                                                                 |
| 2011/12   | Handballclub Fivers Margareten                                  | HLA                                                             | 87                                                              | 0/0                                                             | 87                                                              |                                                                 |                                                                 |                                                                 |                                                                 |                                                                 |
| 2012/13   | Handballclub Fivers Margareten                                  | HLA                                                             | 103                                                             | 6/12                                                            | 97                                                              |                                                                 |                                                                 |                                                                 |                                                                 |                                                                 |
| 2013/14   | Handballclub Fivers Margareten                                  | HLA                                                             | 145                                                             | 48/63                                                           | 97                                                              |                                                                 |                                                                 |                                                                 |                                                                 |                                                                 |
| 2014/15   | Handballclub Fivers Margareten                                  | HLA                                                             | 167                                                             | 79/95                                                           | 88                                                              |                                                                 |                                                                 |                                                                 |                                                                 |                                                                 |
| 2015/16   | Handballclub Fivers Margareten                                  | HLA                                                             | 162                                                             | 34/41                                                           | 128                                                             |                                                                 |                                                                 |                                                                 |                                                                 |                                                                 |
| 2016/17   | Handballclub Fivers Margareten                                  | HLA                                                             | 183                                                             | 68/83                                                           | 115                                                             |                                                                 |                                                                 |                                                                 |                                                                 |                                                                 |
| 2017/18   | Handballclub Fivers Margareten                                  | HLA                                                             | 157                                                             | 52/64                                                           | 105                                                             |                                                                 |                                                                 |                                                                 |                                                                 |                                                                 |
| 2018/19   | Handballclub Fivers Margareten                                  | HLA                                                             | 92                                                              | 38/46                                                           | 54                                                              |                                                                 |                                                                 |                                                                 |                                                                 |                                                                 |
| 2019/20   | Saison aufgrund der COVID-19-Pandemie in Österreich abgebrochen | Saison aufgrund der COVID-19-Pandemie in Österreich abgebrochen | Saison aufgrund der COVID-19-Pandemie in Österreich abgebrochen | Saison aufgrund der COVID-19-Pandemie in Österreich abgebrochen | Saison aufgrund der COVID-19-Pandemie in Österreich abgebrochen | Saison aufgrund der COVID-19-Pandemie in Österreich abgebrochen | Saison aufgrund der COVID-19-Pandemie in Österreich abgebrochen | Saison aufgrund der COVID-19-Pandemie in Österreich abgebrochen | Saison aufgrund der COVID-19-Pandemie in Österreich abgebrochen | Saison aufgrund der COVID-19-Pandemie in Österreich abgebrochen |
| 2008–2020 | gesamt                                                          | HLA                                                             | 1144                                                            | 338/420 (80 %)                                                  | 806                                                             |                                                                 |                                                                 |                                                                 |                                                                 |                                                                 |